# كارست

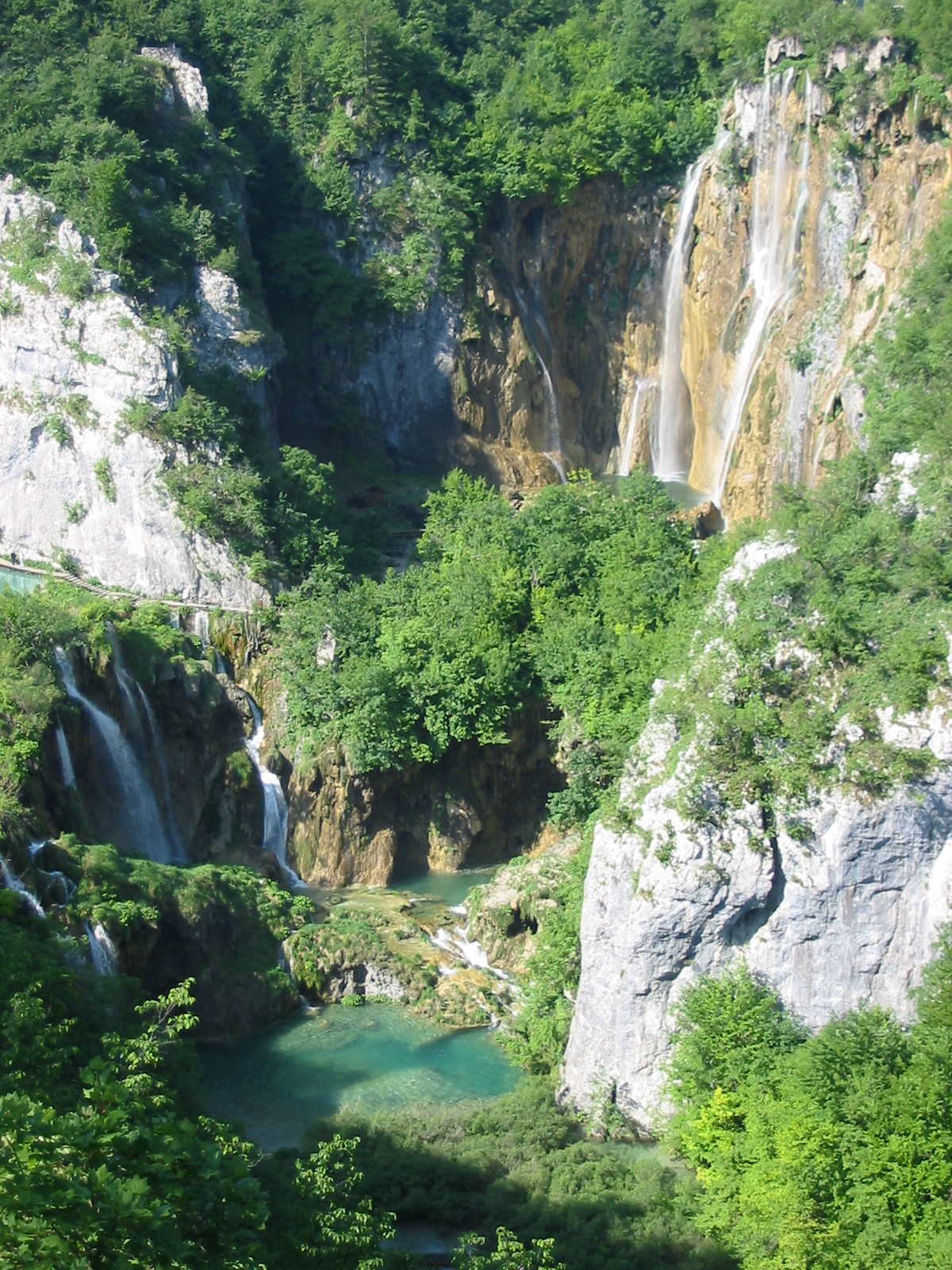
ظاهرة كارست في منطقة بحيرات بليتفيتش في كرواتيا

الكارست أو القَرَاس أو الكَرْث (بالسلوفينية: Kras) هي ظاهرة جيومورفولوجية تحدث في المناطق الجيرية الرطبة، وهو بنية ناتجة عن التآكل الكيميائي والهيدروغرافي للصخور الكربونية، وخاصة التكوينات الجيرية. البنى الكارستية تشمل نحو خمس مساحة اليابسة من الأرض.
وأشهر المناطق الجيرية في العالم إقليم كارست Karst في يوغسلافيا السابقة، وشاع تعبير الكارست وأطلق على جميع المناطق المتأثرة بفعل الإذابة النشطة في العالم.
تعتبر دراسة الكارست ذات أهمية قصوى في جيولوجيا النفط لأنها تمثل 50٪ من احتياطيات الهيدروكربون في العالم التي تستضيفها أنظمة الكارستات المسامية.

## عوامل تكوين أشكال الكارست
يتوقف تكوين أشكال الكارست على مجموعة من العوامل التالية:
- نوع الصخر ونظامه
- البنية الجيولوجية.
- درجة انحدار سطح الأرض.
- الظروف المناخية.
- خصائص الماء الجوفى.
- أنماط الينابيع

## شروط تكون الكارست

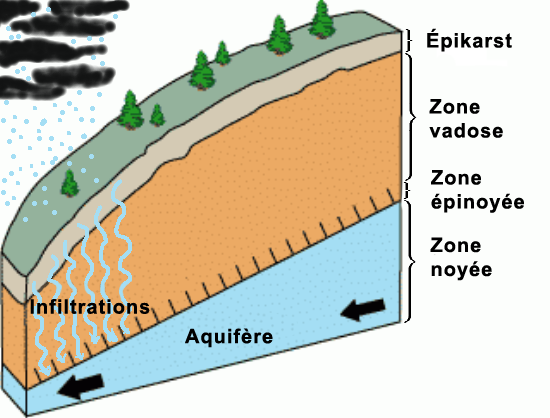
رسم تخطيطي للنظام المائي الكارستي

لكي يتكون الكارست لابد من توافر عدة شروط، إيجازا هذه الشروط ما يلي:
أولاً: وجود طبقات صخرية قابلة للتحلل والذوبان على سطح الأرض أو بالقرب منه. وتعتبرالصخور الجيرية أكثر قابلية للذوبان من صخر الدورلومايت الأكثر صلابة، أو الطباشير.
ثانياً: أن تكون هذه الصخور القابلة للذوبان سميكة متماسكة كثيرة الشقوق والمفاصل، وأن تكون الطبقات التي تتـألف منها رقيقة.
ثالثاً: ان يكون منسوب المياه السطحية الجوفية ادنى من الجيري بالقدر الذي يسمح للمياه المتسربة باختراق الطبقات الجيرية ويساعد هذا على وجود اودية نهرية على مستوى اقل
من مستوى الأرض المحيطة المعروفة لعمليات التحلل الكميائى
رابعا: سقوط كميات كبيرة من الأمطار، ولهذا نجد أن ظاهرات الكارست، يندر تكونها في الأقاليم الجافة، بإستثناءمناطق من هذه الأقاليم هي التي شهدت في البلاستوسين عصراً مطيراً، تكونت إبانه معظم ظاهرات الكارست.
في عملية «الكارستية» الصخور الكربونية والتي شكلتها اذابة وفقا للتفاعلات الكيميائية التالية:

## كيميائية الظاهرة
في عملية «التقرن»، تتشكل صخور الكربونات بالتذاوب طبقًا للتفاعلات الكيميائية التالية:
حل ثاني أكسيد الكربون:
```
CO
2
 + H
2
O ↔ H
2
CO
3
```

التفكك مائي للحمض الكربونيك:
```
-
H
2
CO
3
 + H
2
O → H
3
O
+
 + HCO
3
```

تاثير حامض كربونات («الجير»):
```
H
3
O
+
 + CaCO
3
 ↔ Ca
2+
 + HCO
3
-
 + H
2
O
```

موازنة المعادلة:
```
-
CO2 + H
2
O + CaCO
3
 ↔ Ca
2+
 + 2 HCO3
```

## قائمة المصطلحات المتعلقة بالميزات المتعلقة بالكارست
العديد من المصطلحات المتعلقة بالكارست مشتقة من اللغات السلافية الجنوبية، حيث تدخل المفردات العلمية من خلال البحث المبكر في كارست ديناريك ألباين غرب البلقان.
- آبيم، رمح رأسي في الكارست قد يكون عميقًا جدًا ويفتح عادةً في شبكة من الممرات الجوفية.
- سينوتي، وهو حوض عميق، يتميز بالمكسيك، ناتج عن انهيار حجر الأساس الجيري الذي يكشف المياه الجوفية تحتها.
- دولين، أيضا بالوعة أو بالوعة، هو الاكتئاب مغلقة تستنزف تحت الأرض في المناطق الكارستية. يأتي اسم «دولين» من dolina، بمعنى «الوادي»، ويستمد من اللغات السلافية الجنوبية.
- فويب، حوض مقلوب على شكل قمع.
- فانستر الكارست («نافذة الكارست»)، وهي ميزة تظهر فيها نبتة لفترة وجيزة، مع اختفاء تصريف المياه فجأة إلى حوض مجاور قريب.
- ينبوع الكارست، ربيع ينبثق من كارست، ينبع من تدفق الماء على السطح.
- رصيف الحجر الجيري، وهو عبارة عن شكل أرضي يتكون من سطح مستوي من الحجر الجيري المكشوف يشبه الرصيف الاصطناعي.
- التيار المفقود أو غرق النهر أو بونورنيكا باللغات السلافية الجنوبية.
- بوليي (بوليي الكارست، حقل الكارست)، طبق كبير وعلى وجه التحديد سهل كارستي. اسم «بوليي» مشتق من اللغات السلافية الجنوبية.
- بونور، نفس ايستيفال، بالوعة أو المجرى في اللغات السلافية الجنوبية، حيث يدخل تدفق السطح نظام ما تحت الأرض.
- سكاول، منظركارستي غير نظامي ومسامي في منطقة إنجلترا.
- تارلوك (تارليك)، نوع من ميزة البحيرة المهددة بالانقراض كارست الإيرلندي.
- أوفالا، عبارة عن مجموعة من عدة أحواض صغيرة فردية تتجمع في بالوعة مركبة. كلمة مستمدة من اللغات السلافية الجنوبية.

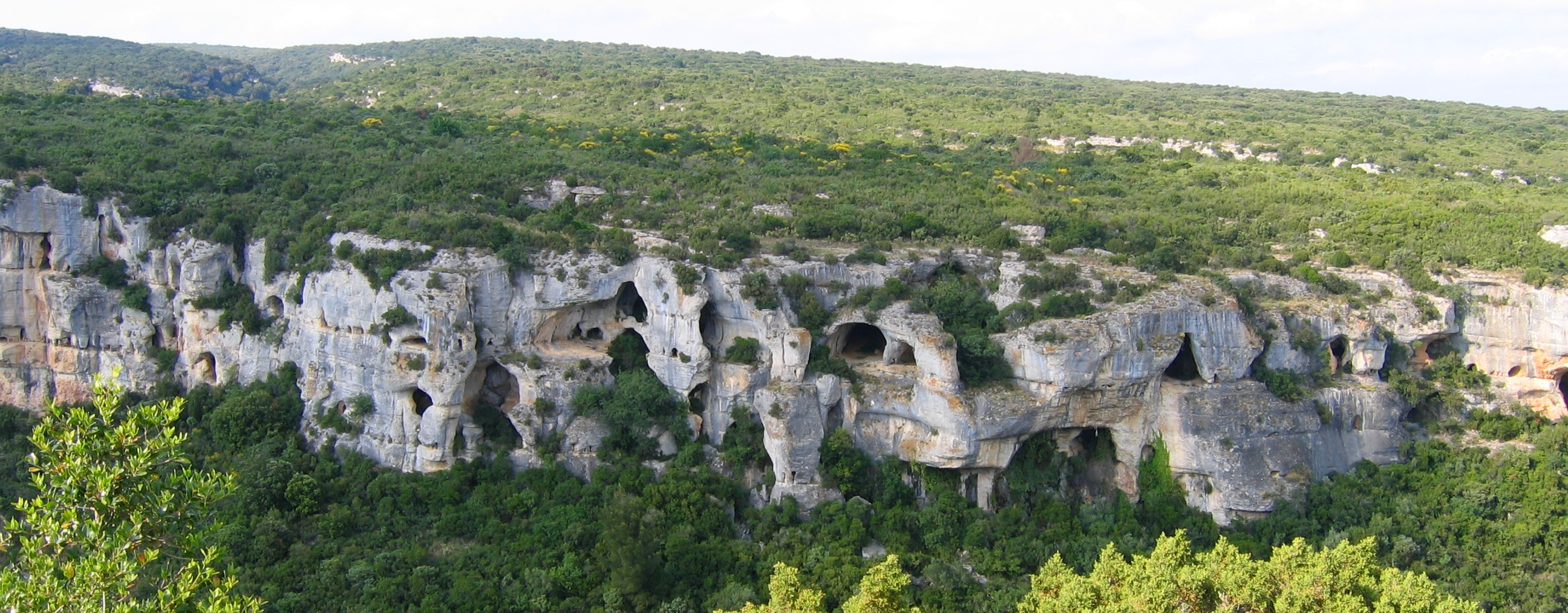
مثال على مشهد الكارست بالقرب من مينرف (هيرولت)، فرنسا.

تسود الأشكال الكارستية في أكثر من 15% من سطح الأرض، لعل أشهرها إقليم الكارست Karst غرب يوغوسلافيا السابقة، اقليم الكوسفى جنوب شرق الهضبة الوسطى بفرنسا، هضبة كنتاكى في الولايات المتحدة، شبه جزيرة يوكاتان بأمريكا الوسطى، ومنطقة البنين بانجلترا

## الشرق الأوسط
كما تنتشر بعض الظاهرات الكارستية المتبقية عن ظروف المناخ الرطب الذي حدث خلال الفترات المطيرة بعصر البلايستوسين (العصر الحديث الأقرب)، وتتبعثر هذه الأشكال في النطاقات الصحراوية الحالية مثل سهل الاحساء ومنطقة القصيم بالمملكة العربية السعودية، وأجزاء من الصحراء الغربية المصرية وأهمها هضبة مارمريكا الميوسينية، وبتكوينات الحجر الجيرى الايوسينى فيما بين منخفض الداخلة ووادى النيل. وفي المغرب توجد هذه الظاهرة في جبال الاطلس الكبير بمنطقة إدا وتنان عمالة أكادير إدا وتنان ترجع للعصر الجوراسي 

## كارست جنوب الصين

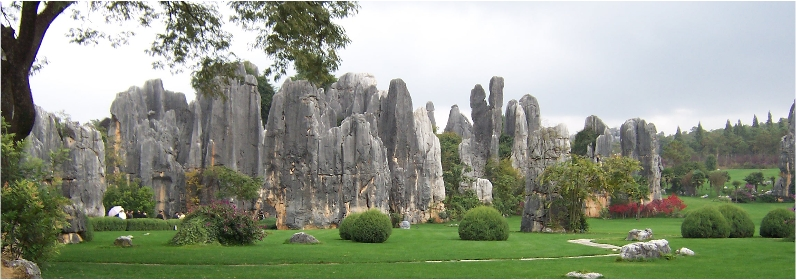
غابة لونان الحجرية، يونان، الصين

تحتوي الصين على أكبر تشكيلات صخرية كربونية في العالم، تتمركز منطقة كارست جنوب الصين في مقاطعة قويتشوو التي تغطي مساحة 600,000 كيلومتر مربع بما فيها شرق مقاطعة يوننان، معظم قويتشو، مع امتداد رئيسي في أجزاء من تشونغتشينغ، سيتشوان، هونان، هوبي وقوانغدونغ. ومع هضبة مرتفعة (بمعدل ارتفاع 2000-2200) في الشمال الغربي وسهل منخفض منبسط (بمعدل ارتفاع 100-120) في الجنوب الشرقي وتتميز الطوبوغرافيا الشاملة بمنحدر ضخم ينحدر من الشمال الغربي إلي الجنوب الشرقي كارست جنوب الصين 
وجيولوجياً، يقع إقليم كارست جنوب الصين على الحافة الجنوبية الغربية من نهر اليانغتسي، وفي الفترة الممتدة من الكمبري إلى العصر الترياسي  كان هذا الإقليم يتميز ببيئة أوقيوناسية بارتفاع أقل مما هو عليه الآن. وترسبت طبقات من الكربون بسُمك من آلاف الأمتار خاصة في فترة أواخر الدهر القديم (العصر الديفوني، الكربوني والبرمي). وبسبب تحركات الأرض ارتفع هذا الإقليم كأرض منذ أواخر العصر الترياسي وبدأت تطور تشكيلاتها الأرضية الكارستية. ومرفوعاً بتشكل جبال الهيمالايا منذ أواخر العصر الثلثي، مرَّ هذا الإقليم بارتفاع انحدار سريع أسفر عن طبوغرافيا انحداره الحالية.

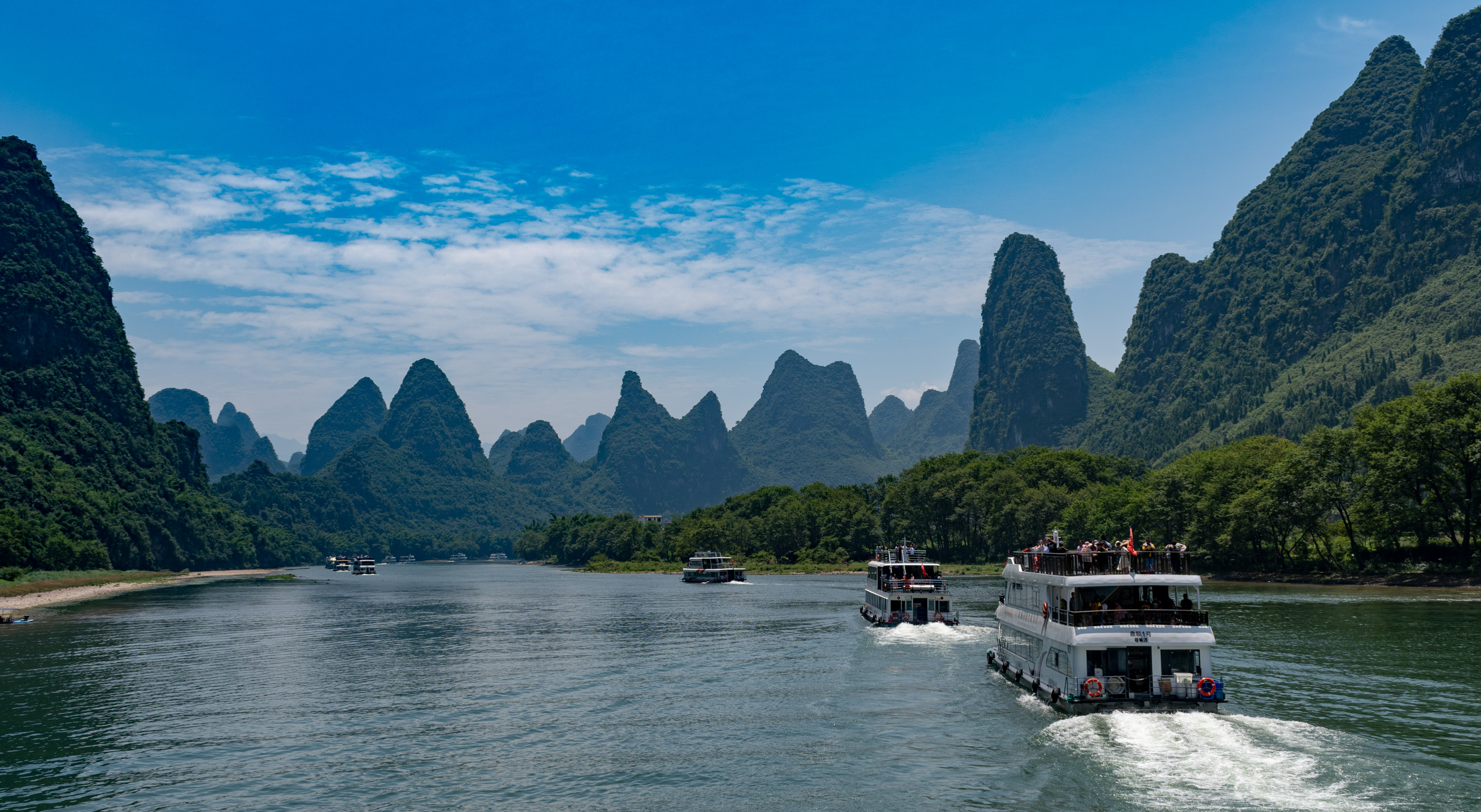
لي جيانج، فينجكونج (كارست مخروطي) في غويلين كجزء من كارست جنوب الصين.

وأدى التحول الجيولوجي المعقد على مدى طويل الي نشوء تشكيلات أرضية كارستية متنوعة واستثنائية في هذا الإقليم، بما فيها معظم التشكيلات الأرضية الكارستية النموذجية في العالم ببرج الكارت (فنغلين)، قمة الكارست (غابة الأحجار)قمة البركان الكارستية (فنغ كونغ) بالإضافة إلي بعض الظواهر الكارستية غير العادية مثل تيان كنغ (تجويف كارست عملاق) ودي فنغ (صدع كارست عميق) وبجانب ذلك فهناك العديد
من أنظمة الكهوف المُذهِلة تحت الأرض ورواسب الكهوف الغنية.

## مقاطعة كوانج بنهالفيتنام
تضم متنزه فونك نها - كه بانغ القومي حيث تشتهر منطقة نها فونك- كه بانغ بالكهوف حيث تضم حوالي 300 من الكهوف والمغاور ويصل إجمالي طولها نحو 70 كيلومترا

## التضاريسية الكارستية بكرواتيا
الظواهر التضاريسية الكارستية تُشكّل حوالي نصف مساحة كرواتيا، ويظهر ذلك بصورة جليّة؛ خاصةً في جبال الألب الديناريّة والمناطق الساحليّة والجزر المواجهة لها. أيضاً هناك العديد من الكهوف في كرواتيا، و49 من هذه الكهوف أعمق من 250
متر (820.21 قدم)، و14 أخرى أعمق من 500 متر (1640.42 قدم)، وثلاثة أعمق من 1000 متر (3280.84 قدم).أما أطول كهف في كرواتيا فهو كهف كيتا جاساسينا، هو في نفس الوقت أطول كهف في جبال الألب الدينارية بطول 20656 متر (67.769 قدم)
خط الساحل الكرواتي الرئيسي على البحر الأدرياتيكي مُسنن أكثر من ساحل في البحر الأبيض المتوسط. ويتميز غالبية الساحل بوجود التضاريس الكارستية، تكونت من طبقة كربونات الأدرياتيكي. التضاريس الكارستية بدأت تكونها بشكل واضح بعد مرحلة التكوين النهائية لجبال الألب الدينارية خلال حقبتي الأوليجوسين والميوسين، عندما تعرضت صخور الكربونات للتأثيرات الجوية مثل الأمطار، وهذه الطبقة ممتدة حتى 120 متر (390 قدم) تحت مستوى سطح البحر الحالي، وقد تعرضت خلال العصر الجليدي الأخير لأقصى انخفاض مستوى سطح البحر. يقدر أنه تتصل بعض هذه التكوينات الكارستية في وقت مبكر إلى قطرات من مستوى سطح البحر، ما يبرهن ذلك قديماً أزمة ملوحة البحر الميوسيني، وهو البحر المتوسط حالياً.

## الحفر الغائرة وبالوعات الإذابة
هي أكثر الظاهرات الكارستية انتشارا حيث تكاد لاتخلو منها اى منطقة جيرية في المناطق الرطبة في العالم، وتختلف هذه الحفر فيما بينها من حيث المساحة والعمق والشكل، وهي تنشأ نتيجة تسرب المياه من خلال الفواصل وإذابتها لمكونات الصخر، ويتوقف شكل الحفرة الغائرة على المميزات التركيبية للصخر ومدى وفرة المياه.
يمكن تمييز بالوعات الإذابة وفقاً لأسلوب تشكيلها، من بين أنماطها:
- بالوعات الإذابة: وهي ظاهرة واسعة الانتشار ويتراوح عمقها ما بين عدة امتار وعشرة امتار وان كان بعضها يصل إلى 30 متر ويتفاوت اتساعها بين عده امتار ومئات الأمتار وتميل البالوعات بشكل عام لاتخاذ القمع مستديرة الشكل عن السطح وتضيق بالتدرج إلى اسفل.
- بالوعات الإذابة الانهيارية: وتتكون هذه البالوعات تبعا لعملية انهيار الصخور الجيرية السطحية نتيجة تأكل ماتحتها من الصخور ولا تنهار سقوف هذه الأشكال مرة واحدة ولكنها تكون ذات فتحات ضيقة في بادئ الأمر ثم تتسع تدريجيا لتبدو على هيئة منخفضة ويمكن ان تميزها عن النوع الأول بشدة انحدار جوانبها ووجود صخور مماثلة للصخور السطحية في قيعانها
- بالوعات الإذابة الفيضية
- الحفر الطولية

## الأسطح الجيرية المضرسة (التشرشر الجيرى)
الحزوزالكارستية وهي عبارة عن اخاديد طولية ضيقة متقاطعة تتبع نظم الفواصل في الصخور الجيرية وتكثر في السطوح الجيرية الخالية من النباتات والتي لاتغطيها تربة سيمكة وباتساع هذه الأخاديد يتحول السطح الصخرى إلى كتل بارزة ذات قمم حادة. تظهر الأسطح الجيرية مقطعة ومرصعة بالثقوب والخطوط والحزوز الغائرة، نتيجة عدم انتظام فعل الإذابة على سطح الأرض، وتعرف هذه الظاهرة باسماء محلية مختلفة منها: البوجاز Bogaz في سيبيريا ويوغسلافيا، والليبيه Lapies في فرنسا، والكارن Karren في ألمانيا.

## أودية الكارست
يعتبر وجود الأودية من أهم مميزات الأقاليم الجيرية الرطبة، وتتكون هذه الأودية نتيجة تدفق وجريان المياه السطحية مكونة العديد من الأشكال الجيومورفولوجية أهمها ما يلى:
- المجارى أو الأنهار المفقودة: ينشأ هذا النمط من الأنهار حينما تغور مياه النهر داخل إحدى بالوعات الإذابة، إلا أنه قد يظهر مرة أخرى على السطح حينما يتفق منسوب المجرى الجوفى مع مستوى سطح الأرض.
- الأودية العمياء: يقصد بها المجارى السطحية التي تجف مياهها نتيجة تسربها في باطن الأرض وتحولها بذلك إلى مجار جوفية، وقد تظهر هذه المجارى من جديد مع زيادة كميات المطر بدرجة تفوق معدلات تسرب المياه في باطن الأرض.

يعتبر وجود الأودية الجافة صفة من صفات الأقاليم الطباشيرية والجيرية الرطبة وفي المناطق الأودية الجافة على ظهور الكويستات مكونة لنم يذكرنا بنمط النظم النهرية العادية. ويظهر كثير منها مميزات مماثلة للاودية التي تجرى بها الأنهار مثل منعطفات المنحوتة. كما نجد قيعانها مفروشة دائما بالرواسب النهرية. ومع هذا فهناك من الأودية الطباشيرية ما يحيد عن هذه الخصائص، فالأودية التي تقطع الحافات الصخرية، قد نحرتها إلى عمق غير عادى، وتتسم جوانبها بشده الانحدار، وحينما تشاهدها من الجو تراها متتبعة لمسالك غريبة شاذة، كثيرة التعرج. وومثالها وادى الديفلز دايك قرب برايتون بجنوب إنجلترا

## كهوف الكارست

كارست مرتفع الذي يخرج ماءه في الوادي على مستوى الانبثاق في الشلال.

تعتبر الكهوف من الأشكال الأرضية الفريدة التي تميز مناطق الكارست وهي عبارة عن ممرا
ت أو أنفاق ودهاليز طبيعية عظيمة الإتساع تمتد تحت سطح الأرض في الصخور الجيرية عظيمة السمك وقد تمتد هذه الكهوف في جوف الصخور الجيرية على شكل فجوات أو فتحات عظمى ذات امتداد افقى أو رأسى، تختلف الكهوف فيما بينها من حيث اعماقها بالنسبة لسطح الأرض

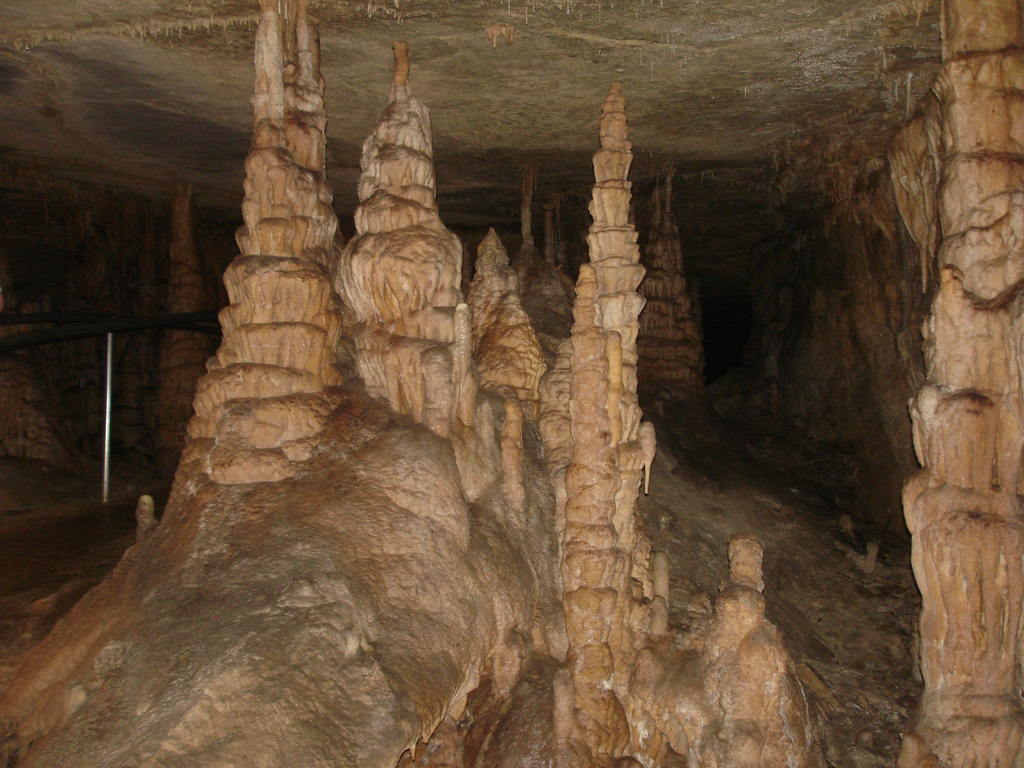

فبعضها يتكون على اعماق بعيدة جدا من سطح الأرض قد تمتد تحت سطح الأرض لمسافات كبيرة جداً، تصل أطولها لأكثر من 563 كيلومتر (كهف ماموث Mammoth بولاية كنتاكى الأمريكية)
، وهي ذات امتداد أفقى ورأسى يتفق إلى حد كبير مع نظم الفواصل الصخرية، وقد تمتد هذه الكهوف لأعماق كبيرة تصل لحوالى 1500 متر (أعمق الكهوف في العالم وهو كهف Huautle  في المكسيك).

### تكوين الكهوف
قد تتألف الكهوف من حجرة واحدة أو عدد محدود من الحجرات، تتكون هذه الحجرات عادة عند مواضع التقاء نظم الفواصل الرأسية والأفقية، وقد تتعدد طوابق الكهف نتيجة توالى انخفاض مستوى الماء الجوفى، وكثيراً ما تجرى الأنهار الجوفية على قيعانها مكونة العديد من الأشكال الجيومورفولوجية الفريدة مثل الشلالات الجوفية، والمنعطفات النهرية الجوفية، والأشكال
المرتبطة بقاع هذه الأنهار.

### الأشكال الجيومورفولوجية بالكهوف
ويوجد العديد من الظواهر الجيومورفولوجية بالكهوف الكارستية منها:
- الأعمدة الجيرية الهابطة
- الأعمدة الجيرية الصاعدة
- الأعمدة الجيرية المتصلة من سقف الكهف حتى أرضيته
- الستائر المتدلية من سقف الكهف
- الأعمدة الإبرية الشكل
- الأسطح الملساء.
- مدرجات الترافرتين حول ينابيع الكارست الحارة: تعتبر مدرجات الترافرتين من الأشكال الجيومورفولوجية الفريدة، إلا أنها محدودة الانتشار، وهي عبارة عن مدرجات متتابعة على شكل سلمى ترتبط بالينابيع الحارة غالباً.

## الجسور الطبيعية
تبدو الجسور الطبيعية على شكل جسور من الأحجار الجيرية تقاوم عمليات الإذابة النشطة أسفلها، ويرتبط تكوين الجسور الطبيعية بالحالات الآتية:
- الآنهار المفقودة.
- الأسر النهر تحت السطحى.
- انهيار أجزاء متعددة من أسقف الكهوف الكارستية.
- التحام أحواض أو حفر الإذابة تحت سطح الأرض.

## تلال وأبراج الكارست
تعتبر تلال وأبراج الكارست من الأشكال الأرضية المتبقية عن نشاط فعل الإذابة، وتبرز هذه التلال في المواضع التي تتميز بصلابتها النسبية